# Berberis ehrenbergii
Berberis ehrenbergii är en berberisväxtart som beskrevs av Gustav Kunze. Berberis ehrenbergii ingår i släktet berberisar, och familjen berberisväxter. Inga underarter finns listade i Catalogue of Life.